# Hawker Sea Fury
Hawker Sea Fury byl britský palubní stíhací letoun vyvinutý během druhé světové války. Vznikl úpravou tehdy vyvíjeného letounu Hawker Fury, který se měl stát nástupcem pozemních stíhacích letounů Hawker Tempest. Sea Fury byl užíván až do poloviny 50. let 20. století.

## Vývoj

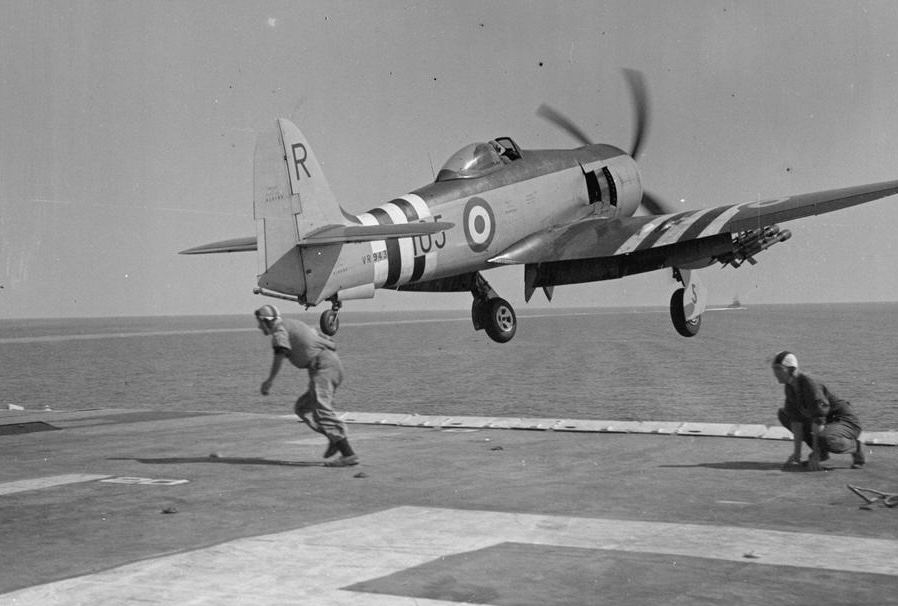
Hawker Sea Fury FB Mk.11 (VR943) 802.NAS, FAA, HMS Glory, Korea, 1951

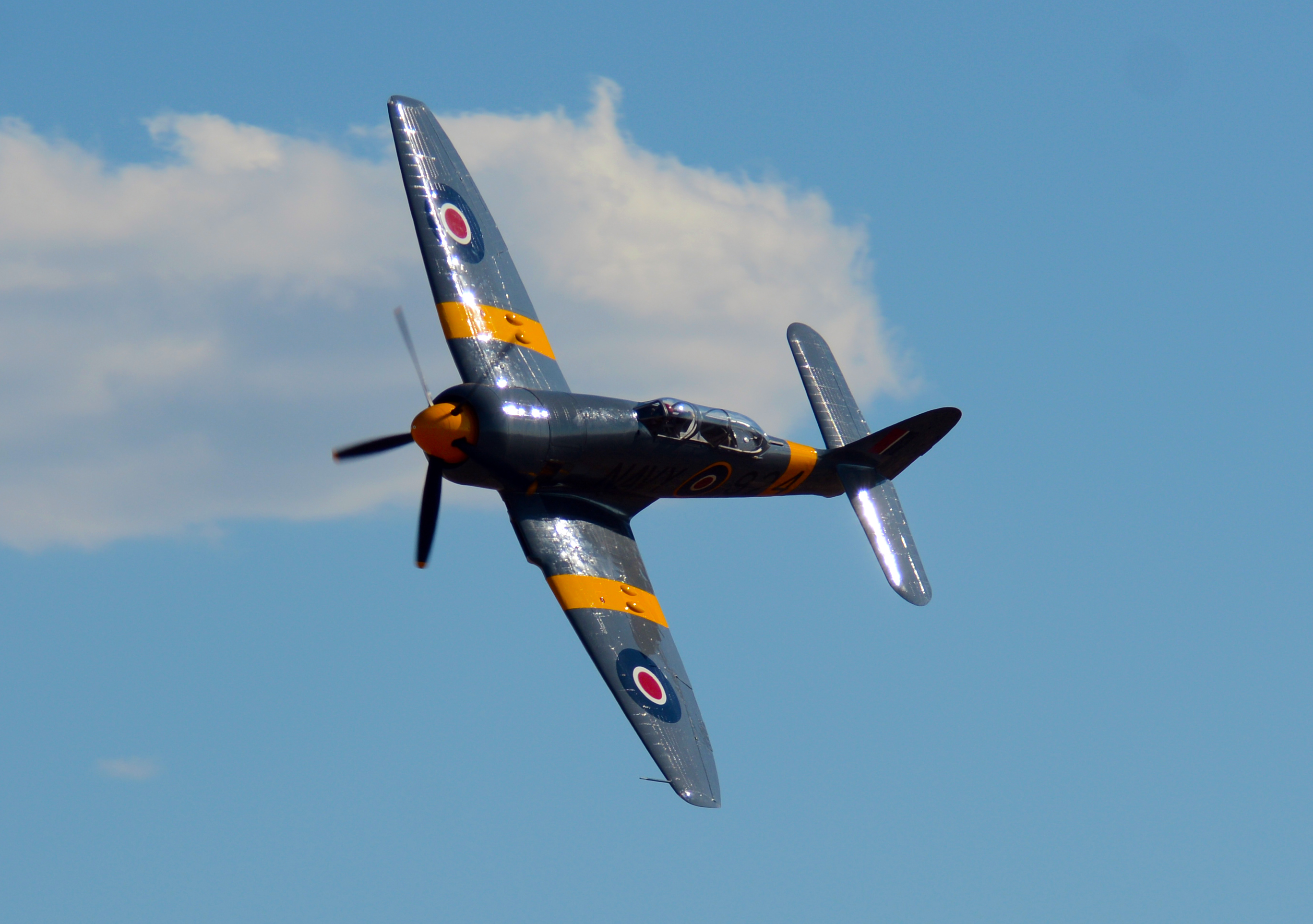
Hawker Sea Fury T Mk.20, 2014

Letoun Hawker Fury byl vyvinut z typu Hawker Tempest, přičemž do konstrukce mohly zasáhnout poznatky z ukořistěného německého stroje Focke-Wulf Fw 190A-3, který přistál na letišti RAF v Pembry 23. června 1942. Občas se uvádí, že získaná data o tomto letounu měla vliv na vývoj letounu Fury. Existují, ale pochybnosti, že tomu tak bylo, neboť letoun Fury byl velice podobný letounu Hawker Tempest, který v červnu 1942 již existoval. Počátkem roku 1943 začal konstrukční tým šéfkonstruktéra Sydney Camma pracovat na vývoji lehkého stíhacího stroje Tempest Light Fighter (Centaurus) na základě specifikace F.6/42, přičemž se v dubnu téhož roku začalo pracovat i na palubní verzi letounu zadáním N.7/43. V prosinci 1943 bylo objednáno šest prototypů.
První prototyp Hawker Fury (NX798, následně imatrikulace G-AKRY) vzlétl pilotován Philipem Lucasem 1. září roku 1944. Stroj však záhy havaroval při nouzovém přistání a byl ze zkoušek na čas vyřazen. Výzbroj sestávala ze dvou kanónů Hispano Mk.V ráže 20 mm se zkrácenými hlavněmi v každé polovině odlehčeného křídla, pohon zajišťoval vzduchem chlazený osmnáctiválec Bristol Centaurus XII o výkonu 1764 kW se čtyřlistou vrtulí Rotol. Svislá ocasní plocha dostala nový tvar, hřbet trupu s kabinou se zvýšil.
Druhý Hawker Fury (LA610) byl zalétán 27. listopadu 1944 s kapalinou chlazeným vidlicovým dvanáctiválcem Rolls-Royce Griffon 85. V únoru 1945 již létal s motorem Bristol Centaurus XV. Nakonec byla do druhého exempláře v květnu 1945 instalována pohonná jednotka Napier Sabre VII o výkonu 2245 kW. S tímto kapalinou chlazeným čtyřiadvacetiválcem do H dosáhl Fury vodorovné rychlosti 786 km/h a stal se tak nejrychlejším vrtulovým letounem firmy Hawker.
Třetí prototyp (NX802) provedl první let 25. července 1945 opět s motorem Bristol Centaurus XV.
První prototyp Hawker Sea Fury (SR661) pro Royal Navy byl zalétán 21. února 1945, který postupně následoval 12. října druhý prototyp (SR666) a nakonec prototyp třetí. Royal Air Force mezitím odebralo své tři prototypy, z nichž druhý dočasně poháněl řadový motor Rolls-Royce Griffon 85.
V závěru války se ukázalo, že budoucnost patří proudovým strojům, a tak se od dalšího vývoje a zdokonalování upustilo. Firma Hawker dodala rozpracované pozemní Fury do Iráku a Pákistánu. Pokračoval však vývoj námořní verze, přičemž stroje byly vyráběny až do roku 1950. První sériovou variantou typu byla Sea Fury Mk.X s kanónovou výzbrojí. Fleet Air Arm jich 50 přebíralo od poloviny roku 1947 do února 1948. Staly se výzbrojí čtyř operačních perutí FAA spolu s několika pomocnými jednotkami.
Nejrozšířenější variantou se stala stíhací-bombardovací Sea Fury FB.11, která byla určena kromě vzdušného boje i pro útoky proti pozemním cílům. Celkem bylo vyrobeno do roku 1950 615 strojů FB.11. Kromě britského námořního letectva se rozšířily do Austrálie, Kanady a Nizozemska, kde probíhala rovněž licenční výroba, Egypta, Barmy a na Kubu. SRN používala 17 strojů Sea Fury TT Mk.20 do roku 1970 jako letouny pro vlekání cvičných cílů.
Letouny Hawker Sea Fury byly nasazeny ve válce v Koreji, kde tvořily hlavní údernou sílu australského i britského námořnictva proti pozemním cílům.
Celkem bylo vyrobeno 55 kusů typu Hawker Fury a kolem 860 kusů typu Hawker Sea Fury.

## Uživatelé
- Austrálie

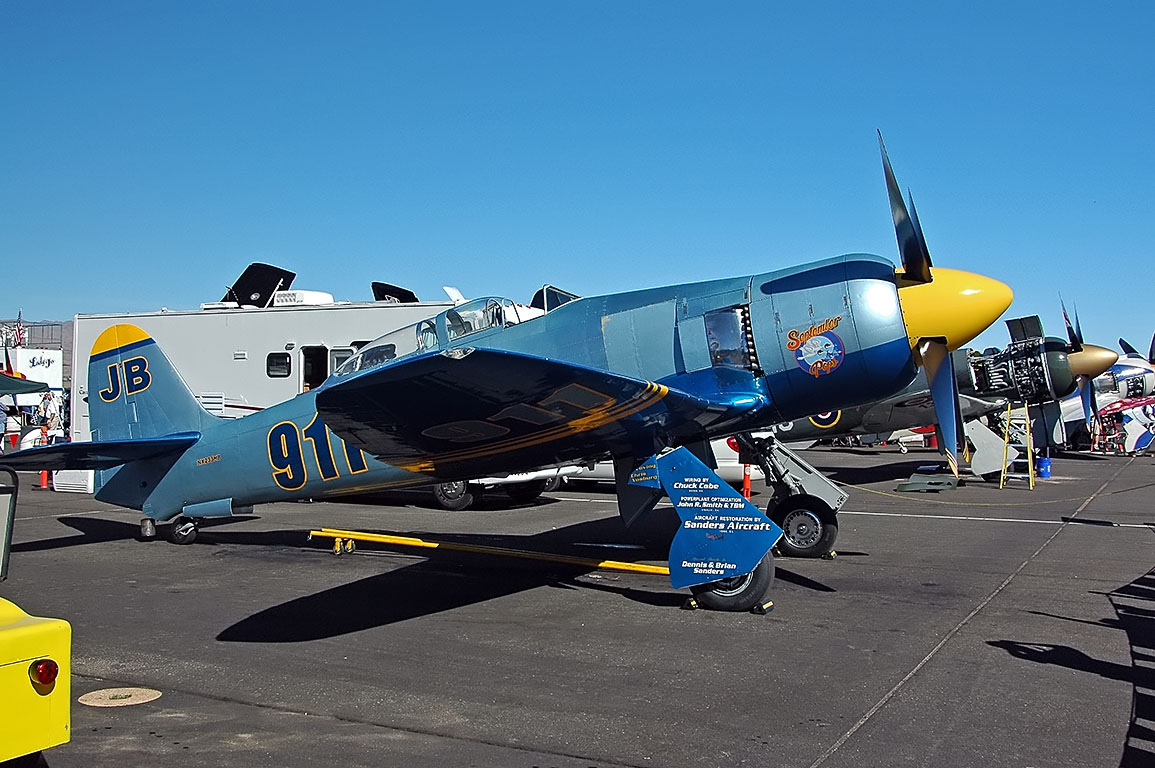
Hawker Sea Fury (N233MB), Reno, Nevada, USA

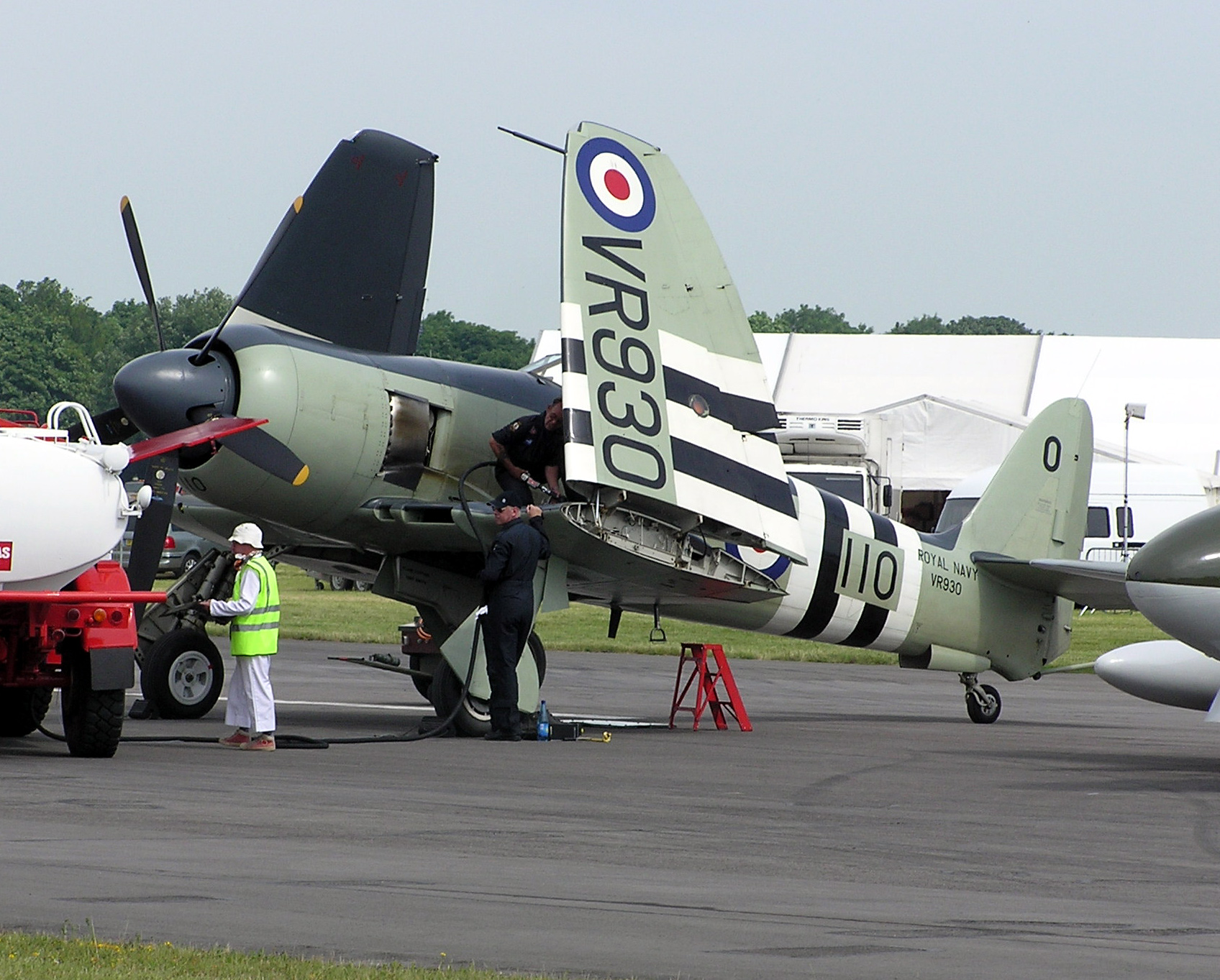
Hawker Sea Fury (VR930), Royal Navy

  - Fleet Air Arm (Royal Australian Navy)
- Egyptské království
  - Egyptské vojenské letectvo
- Barma
  - Barmské letectvo
- Kanada
  - Kanadské královské námořnictvo
- Kuba
  - Fuerza Aérea del Ejército de Cuba
  - Fuerza Aérea Revolucionara
- Irácké království
  - Irácké královské letectvo
- Německo
  - Deutsche Luftfahrt Beratungsdienst
- Nizozemsko
  - Nizozemské námořní letectvo
- Pákistán
  - Pákistánské letectvo
- Spojené království
  - Fleet Air Arm

## Specifikace (Sea Fury FB.11)

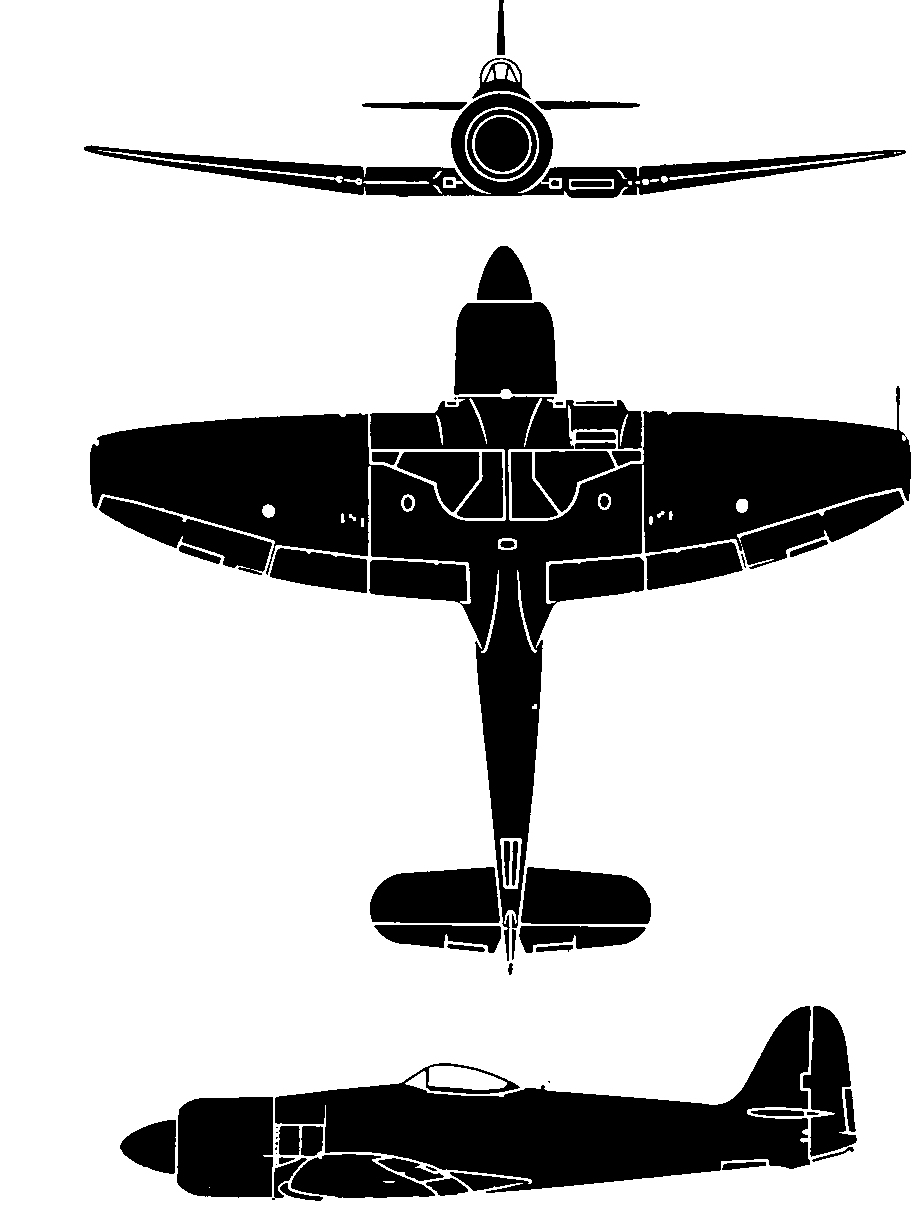
Hawker Sea Fury FB.11

Údaje podle

### Technické údaje
- Posádka: 1 (pilot)
- Rozpětí: 11,70 m
- Délka: 10,57 m
- Výška: 4,84 m
- Nosná plocha: 26,01 m²
- Hmotnost prázdného letounu: 4191 kg
- Vzletová hmotnost: 5602 kg
- Maximální vzletová hmotnost: 6645 kg
- Pohonná jednotka: 1 × hvězdicový motor Bristol Centaurus
- Výkon pohonné jednotky: 1849 kW

### Výkony
- Maximální rychlost: 740,3 km/h v 5486 m
- Cestovní rychlost: 624,4 km/h
- Čas výstupu do 6096 m: 7,2 min
- Dostup: 10 912 m
- Maximální dolet: 1681,8 km

### Výzbroj
- 4 × kanón Hispano Mk. V ráže 20 mm
- 900 kg pum či neřízených raket